# Дебрюж, Питер
Питер Дебрюж (англ. Peter Debruge; род. XX век, Лос-Анджелес, Калифорния) — американский кинокритик, вместе с Оуэном Глейберманом один из двух главных кинокритиков журнала Variety.

## Биография
Дебрюж родился в Лос-Анджелесе, но вырос в Уэйко, штат Техас. Он учился в Техасском университете в Остине, где изучал кино и работал редактором студенческой газеты The Daily Texan. Получив диплом с отличием по специальности «Киноведение», он переехал в Нью-Йорк, где четыре года работал в Entertainment Weekly и AOL Moviefone, а затем перебрался в Лос-Анджелес.
Он работает в Variety с 2005 года и является ведущим кинокритиком издания. Эта деятельность включала двухлетнее пребывание в Париже, где он сконцентрировался на репортажах о международных кинофестивалях, за что был награждён французской премией Prix Alliance Française и бельгийской Золотой пальмовой ветвью. Дебрюж входил в состав жюри кинофестиваля South by Southwest, кинофестивалей в Рейкьявике, Анси и Каннах.
В 2017 году он основал фестиваль Animation Is Film в Лос-Анджелесе. В качестве фрилансера Дебрюж писал статьи для Austin Chronicle, Miami Herald и Fort Worth Star-Telegram. Его обзоры также были представлены в Backstory, IndieWire, Creative Screenwriting и Life Magazine. Он также автор главы в книге Variety «Кино, изменившее мою жизнь». В течение четырёх лет он преподавал курс кино в Додж-колледже Чепменского университета.
Дебрюж является членом Ассоциации кинокритиков Лос-Анджелеса, Национального общества кинокритиков, а также членом FIPRESCI.